# Ravenswaaij
Ravenswaaij (51° 57′ N, 5° 20′ L) é uma vila dos Países Baixos, na província de Guéldria. Ravenswaaij pertence ao município de Buren, e está situada a 10 km, a noroeste de Tiel.
The village Ravenswaaij has a population of around 190 habitantes.
A área de Ravenswaaij, que também inclui as partes periféricas da cidade, bem como a zona rural circundante, tem uma população estimada em 410 habitantes.